# Ридзинський замок
Ридзинський замок (пол. Zamek w Rydzynie) — замок, розташований у місті Ридзина Лещинського повіту Великопольського воєводства у Польщі. 

## Історія

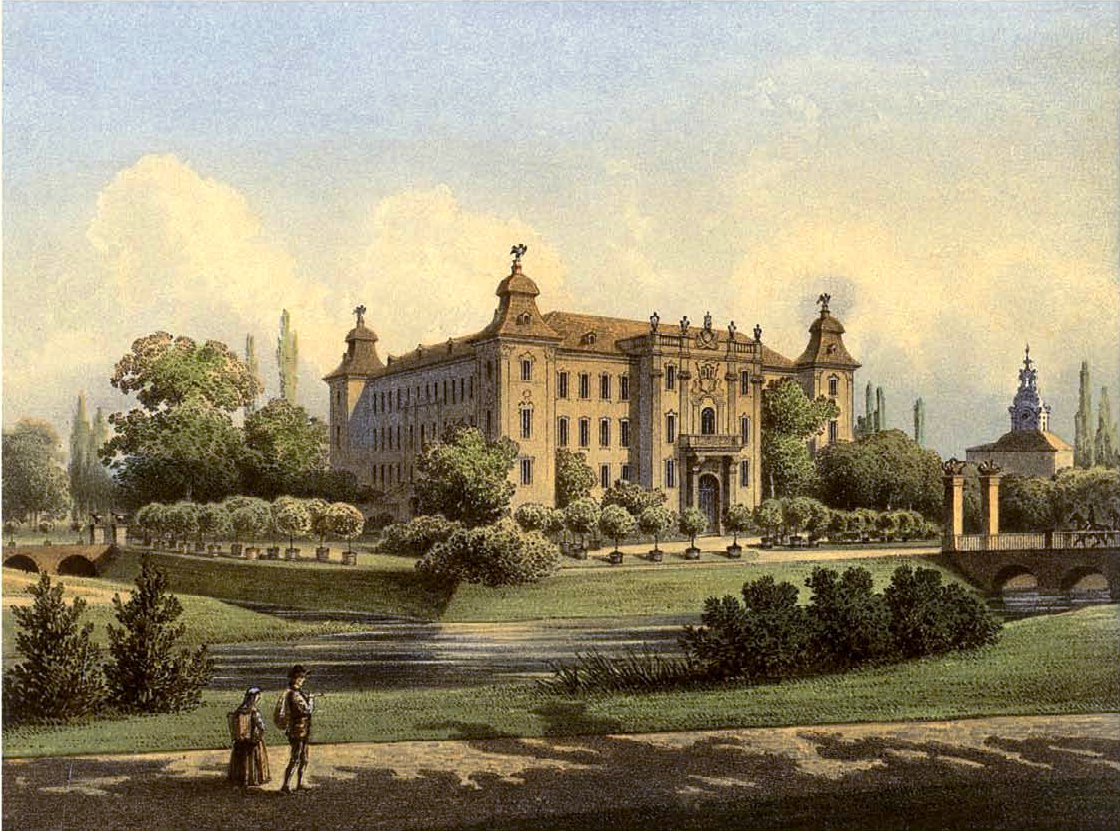
Замок у Ридзині у XIX столітті, з колекції Александра Дункера

Первісний готичний замок Ридзинських було споруджено у 1403—1422 роках на штучному острові. Він проіснував неповні два століття, аж до вторгнення шведів. У 1685—1695 роках, за проєктом королівського архітектора Юзефа Шимона Беллотті або Помпео Феррарі частково на мурах старого замку споруджено барокову резиденцію родини Лещинських гербу Венява. Вже тоді замок набув форми чотириповерхової, чотирикрилої споруди з внутрішнім подвір'ям та чотирма вежами по кутах. Оздоблення інтер’єрів реалізував Мікеланджело Паллоні. У замковому театрі у 1687 році відбулася польська прем’єра комедії Мольєра «Міщанин-шляхтич». Близько 1700 року з ініціативи Станіслава Лещинського замок було перебудовано за проєктом Помпео Феррарі, якого Лещинський спеціально привіз із Риму. Він перебудував західне крило замку на зразок проєктів Берніні (Палаццо Барберіні, реконструкція Лувра). 
У той час також постала двоповерхова бальна зала. У 1707 році замок згорів. Станіслав Лещинський, після невдалого переобрання, продав Ридзину у 1736 або 1738 році прихильникові Августа III Фрідріха Олександру Сулковському. Чергову перебудову, вже для родини Сулковських, було здійснено 1742—1745 роках. Сілезький архітектор Кароль Марцін Франц, спочатку реалізуючи концепцію Помпео Феррарі, змінив декор фасадів на рококовий, заклав нові дахи та шоломи на вежах. Франц також перебудував бальну залу. У наступні роки Франц реалізував власні ідеї, в тому числі близько 1750 року створив додаткову вісь із північного боку, спорудивши будівлі стайні, возовні та офіцин. У самому замку, у північному крилі, він додав центральний ризаліт, що є входом до головних сходів, а також побудував кам'яний міст, що з'єднує вхід з овальною площею перед господарськими будівлями. З того ж періоду (1752 рік) походять кам'яні сфінкси Яна Рімплера.  
Архітекторами останньої великої перебудови у 1783—1796 роках стали Ігнатій Графф та Домінік Мерліні. У той час було перебудовано бальну залу, а також офіцини та господарські будинки.  
У 1916—1918 роках у замку розміщувався німецький табір військовополонених. У 1927—1928 роках (під керівництвом Стефана Цибіховського) будівлю було пристосовано до потреб гімназії. 
З 1928 року і до початку Другої світової війни у 1939 році у замку розміщувалася гімназія-ліцей імені Сулковських. 
Під час німецької окупації у замку розміщувалася школа Гітлер'югенду з інтернатом. 
У 1945 році, відразу після визволення, замок було розграбовано і спалено до голих стін червоноармійцями. Відбудову було здійснено протягом 1950—1965 років. Пізніше замок передали Товариству польських інженерів та техніків механіків. У 1972—1977 роках новий власник провів консерваційну реконструкцію деяких інтер'єрів, облаштувавши у замку готель з конференц-залами та рестораном. Ці функції будівля виконує донині.

## Парк
На схід від замку знаходиться парк, закладений у другій половині XVII століття. Спершу парк мав  регулярне планування, однак у 1783—1785 роках його було переплановано. Близько 1820 року парк було перетворено на ландшафтний в англійському стилі. У парку розміщувалося багато павільйонів (включаючи оранжерею, турецький павільйон, мисливський замок), до нашого часу зберігся лише відремонтований павільйон стрільниці з 1772 року. 

## Легенда
Існує легенда, що раз на рік під час грозової ночі у замку відправляє месу скелет священника з міністрантами. У цій службі бере участь біла пані, яка потім сповідається, але не отримує відпущення. Згодом привиди зникають. 

## Світлини

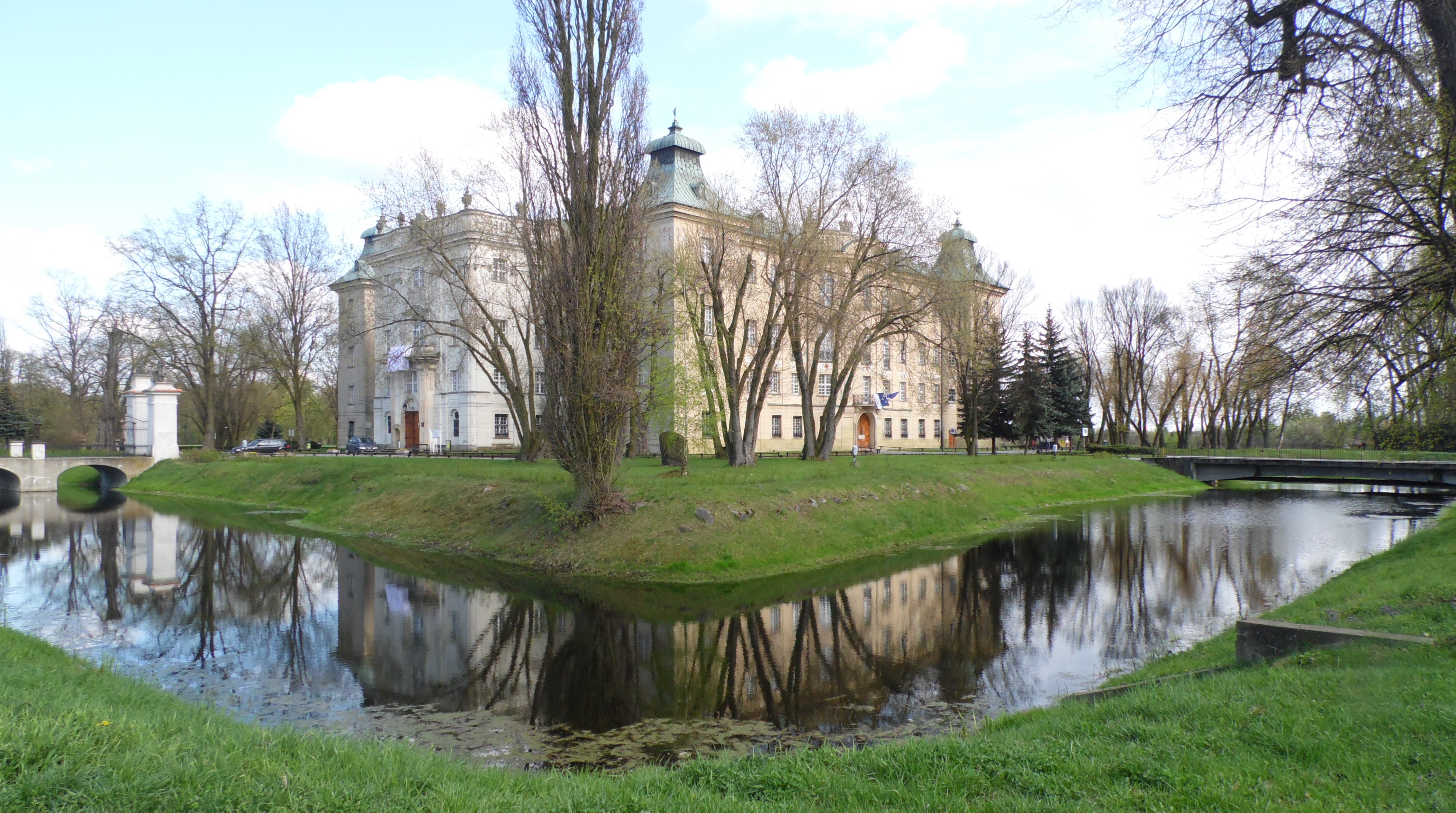
Замок із ровом
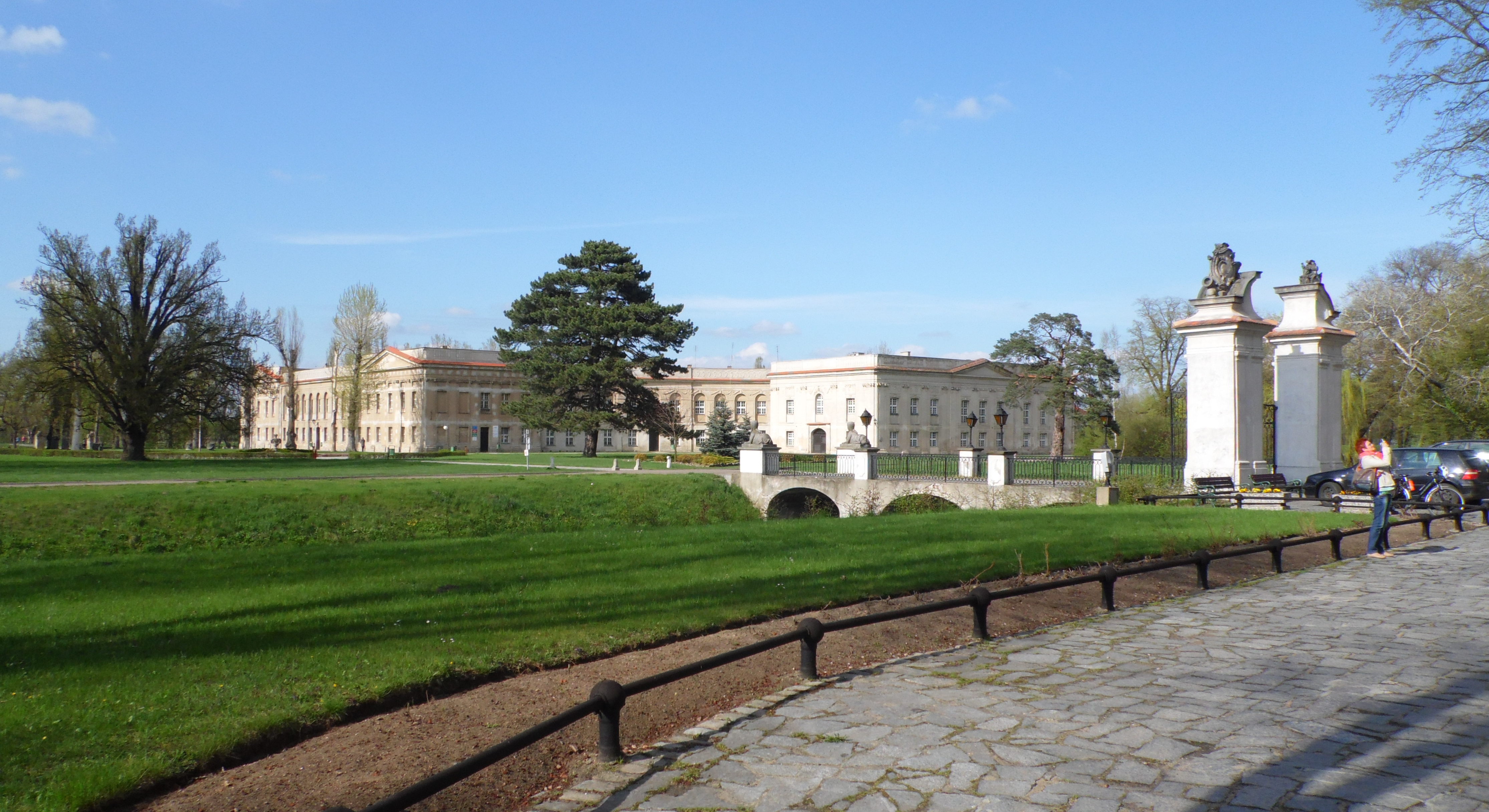
Замковий комплекс
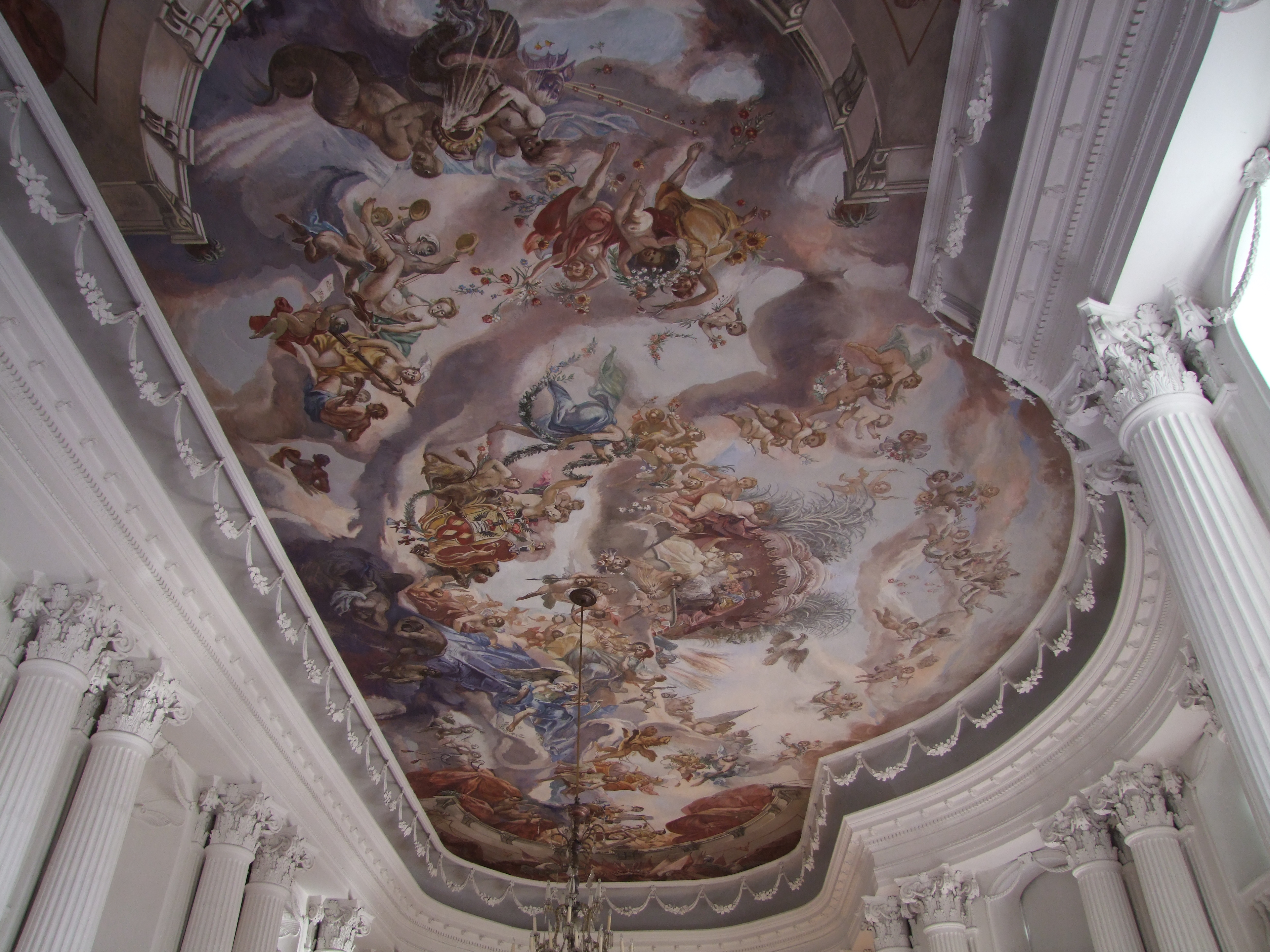
Стеля бальної зали. Фрески Георга Вільгельма Нойнгерца
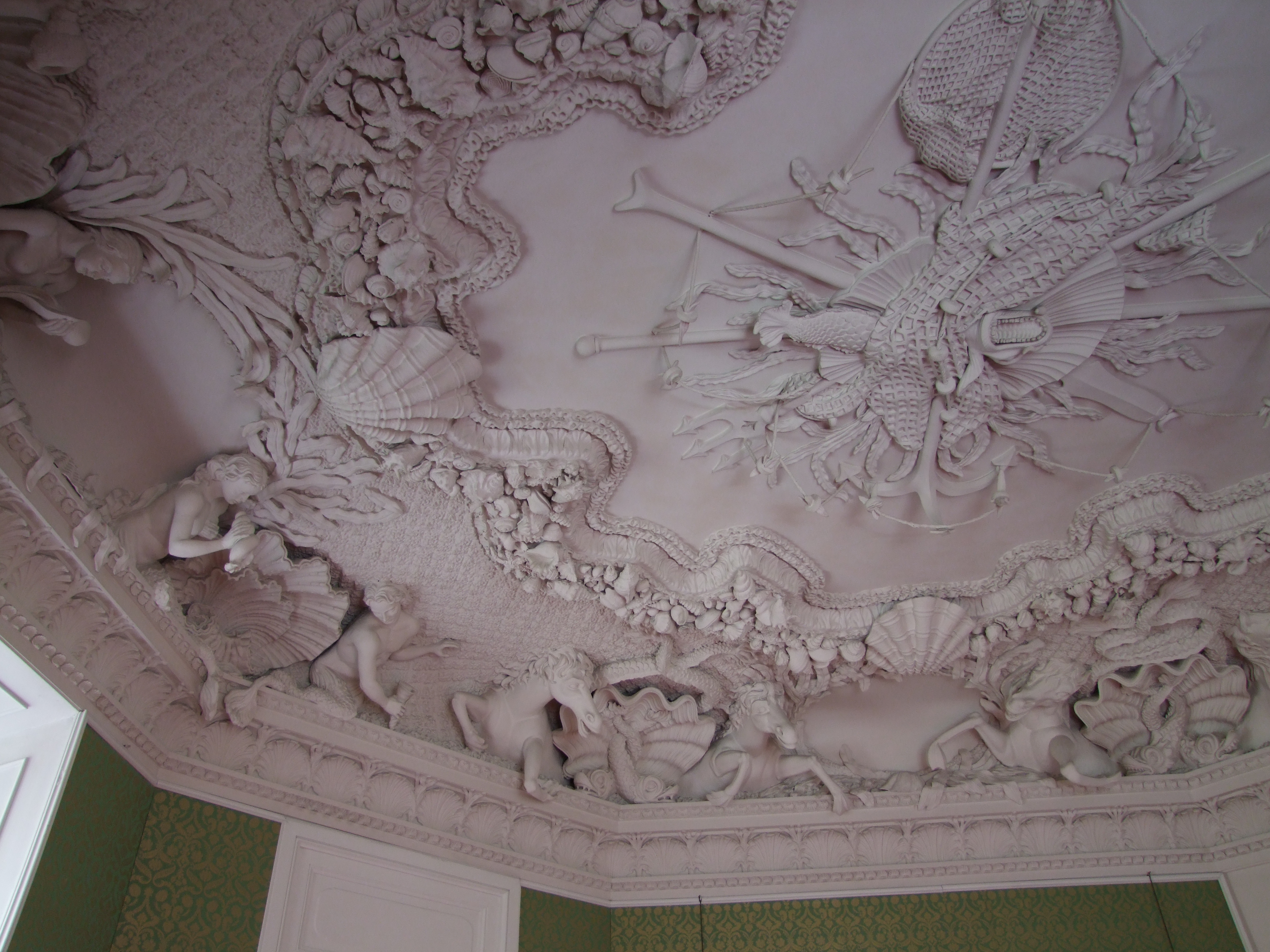
Стелля морської зали
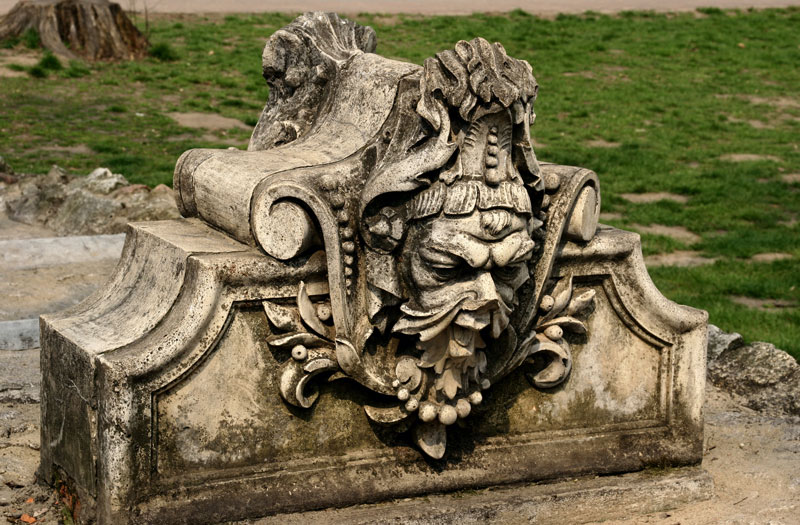
Руїни каскаду з маскароном у замковому парку